# Geoffrey Jones
Geoffrey Jones (27 de noviembre de 1931 - 21 de junio de 2005) es un documentalista británico, director de cine y editor, destacado por su contribución al género de las películas industriales, y particularmente a las películas de los Transportes Británicos (British Transport).

## Películas de los British Transport
La primera gran obra de Transportes Británicos de Jones fue la película "Snow" (Nieve), de 1963, un corto de ocho minutos que muestra cómo la red ferroviaria hecho frente a la 1963 "Big Freeze". Conocido por su ritmo rápido de edición y la fotografía inusual, la película recibió 14 premios importantes en su lanzamiento y una nominación al Oscar en 1965.

## Otros trabajos
Jones también estuvo implicado en la producción de varias películas de los departamentos de cine de BP y Shell en la década de 1970 como Trinidad y Tobago, El Espíritu de Shell (Shell Spirit) y Esto es Shell (This is shell).
El éxito de esta película dio lugar al cortometraje "Rail", de 1967, que contrasta los últimos días de la máquina de vapor con la aparición de diésel y energía eléctrica en el oeste y las líneas de la Costa Sur. Esta fue nominada para un premio BAFTA Film en 1968. Su tercera película y el final de BTF se Locomotion, terminado en 1975.